# Sophie von Böhmen
Sophie von Böhmen († 1195) war eine Tochter des böhmischen Herzogs Friedrich (Bedřich) und der Elisabeth von Ungarn. Sie heiratete 1186 den späteren Markgraf (1190–1195) Albrecht I. von Meißen und ist vermutlich wie ihr Gemahl vergiftet worden.
Sophie, deren Name in Schenkungsurkunden des 1162 gegründeten Klosters Altzelle genannt wird, fand in diesem Kloster neben ihrem Gemahl ihre letzte Ruhestätte.